# Astronomisches Institut der Slowakischen Akademie der Wissenschaften

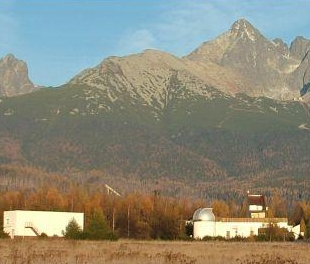
Der Sitz des Astronomischen Instituts.

Das Astronomische Institut der Slowakischen Akademie der Wissenschaften wurde 1953 gegründet. Bis zu dieser Zeit hatte die Sternwarte auf Skalnaté pleso (Gründer Antonín Bečvář, 1943) das Statut eines astronomischen Instituts. Durch die Gründung des neuen Instituts wurde dieses zu einem der Fundamente der neuen Slowakischen Akademie der Wissenschaften in der Slowakei. Mit der Weiterführung der Arbeit von ehemaligen Mitarbeitern der Sternwarte mit gegenwärtigen Kollegen des neuen Institutes verschmelzen die beiden Einrichtungen mehr und mehr zu einem übergreifenden Ganzen. Deswegen kann auch 1943 als das Jahr der Gründung des Instituts bezeichnet werden. Das Institut hat heute seinen Sitz am Rande der Stadt Tatranská Lomnica.

## Gebiete der Forschung und der Organisation des Instituts

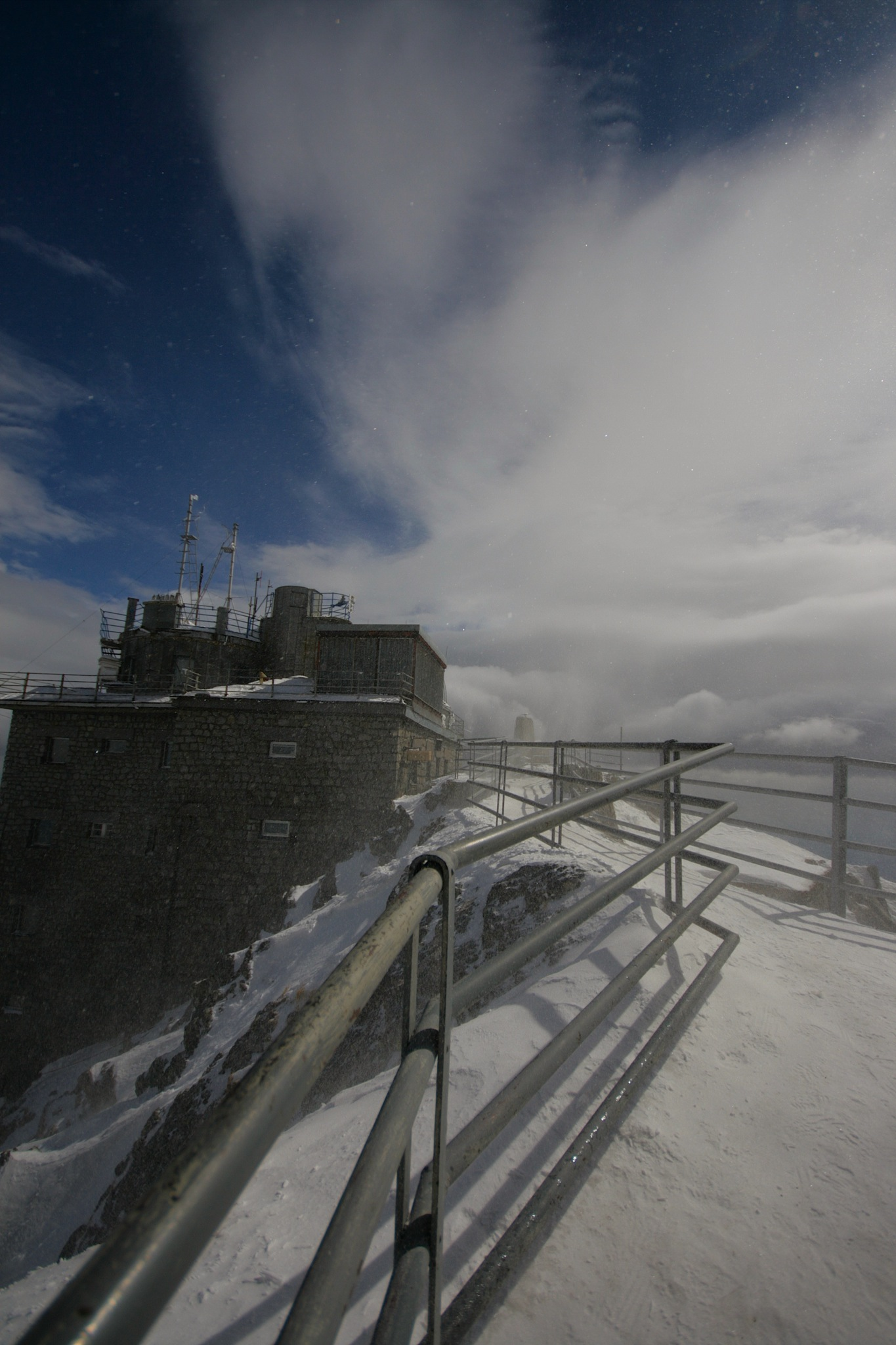
Lomnický štít

Das Institut konzentriert sich auf das Studium der Sonne, des interplanetarischen Mediums und auf die astrophysikalische Erforschung von individuellen Sternen. Am Institut arbeiten zur Zeit ungefähr 65 Mitarbeiter, wovon etwa 50 aktive Wissenschaftler sind. Die Arbeit wird in folgenden Abteilungen wahrgenommen:

### Abteilung für Sonnenphysik
Im Bereich der Sonnenphysik hat ein dauerndes Interesse für die Aktivitäten in der Sonnenatmosphäre zur Spezialisierung auf Prozesse innerhalb der solaren Photosphäre, Chromosphäre und der Korona geführt. Zu diesem Zweck werden ein eigener Koronograf eingesetzt, sowie die Daten aus Spektralanalysen vom Vakuumturmteleskop (VTT) am Observatorio del Teide in Teneriffa und Daten vom Sonnenobservatorium SOHO benutzt. Der Leiter der Abteilung ist Aleš Kučera.

### Abteilung für interplanetarisches Medium
Die Forschung umfasst die Fotometrie und Astrometrie von Asteroiden und Kometen, die mit Hilfe des Hauptteleskops der Sternwarte in Skalnaté Pleso durchgeführt werden. Außerdem werden zur Beobachtung von Boliden Kameras mit einem Weitwinkelobjektiv benutzt. Der Leiter der Abteilung ist Ján Svoreň.

### Abteilung für Sternphysik
Diese Abteilung konzentriert sich auf die Erforschung von Doppelsternen und Mehrfachsternsystemen. Dazu werden spektroskopische Daten vom Hubble-Weltraumteleskop (HST) und astrometrische Daten von Hipparcos wie auch vom Tycho-Katalog ausgewertet bzw. zu Grunde genommen. Der Leiter der Abteilung ist Drahomír Chochol.

### Arbeitsstellen des Instituts
Das Institut betreibt Sternwarten auf Skalnaté pleso und Lomnický štít, sowie eine Stelle in Bratislava, die sich mit theoretischer Physik befasst und die Koordination für die Forschung über Meteoriten in der gesamten Slowakei wahrnimmt.
Die astronomische Sternwarte auf Skalnaté pleso (1783 m) wurde im Jahr 1943 gegründet. Es sind zwei Reflektoren (eines mit einer CCD-Kamera und das andere mit einem Fotometer ausgestattet) im Einsatz, deren Spiegel jeweils 60 cm Durchmesser haben. Die Solarstation auf Lomnický Štít ist seit dem Jahr 1960 in Betrieb. Es ist mit einem Koronografen und einem Spektrografen ausgestattet. Im neuen Areal des astronomischen Instituts bei Tatranská Lomnica sind ein Horizontalteleskop für die Sonnenbeobachtung (ebenfalls mit einem Spektrografen ausgerüstet), sowie zwei Teleskope mit 60 cm bzw. 50 cm Durchmesser in Betrieb.

## Direktoren des Instituts
- Antonín Bečvář (1943–1950)
- V. Guth (1951–1956)
- Záviš Bochníček (1956–1958)
- Ludmila Pajdušáková (1958–1979)
- Július Sýkora (1979–1989)
- Ján Štohl (1989–1993)
- Juraj Zverko (1993–2001)
- Ján Svoreň (2001–2009)
- Aleš Kučera (seit 2009)[3]

## Entdeckungen
Das astronomische Institut war bei den Entdeckungen der folgenden Kometen beteiligt:

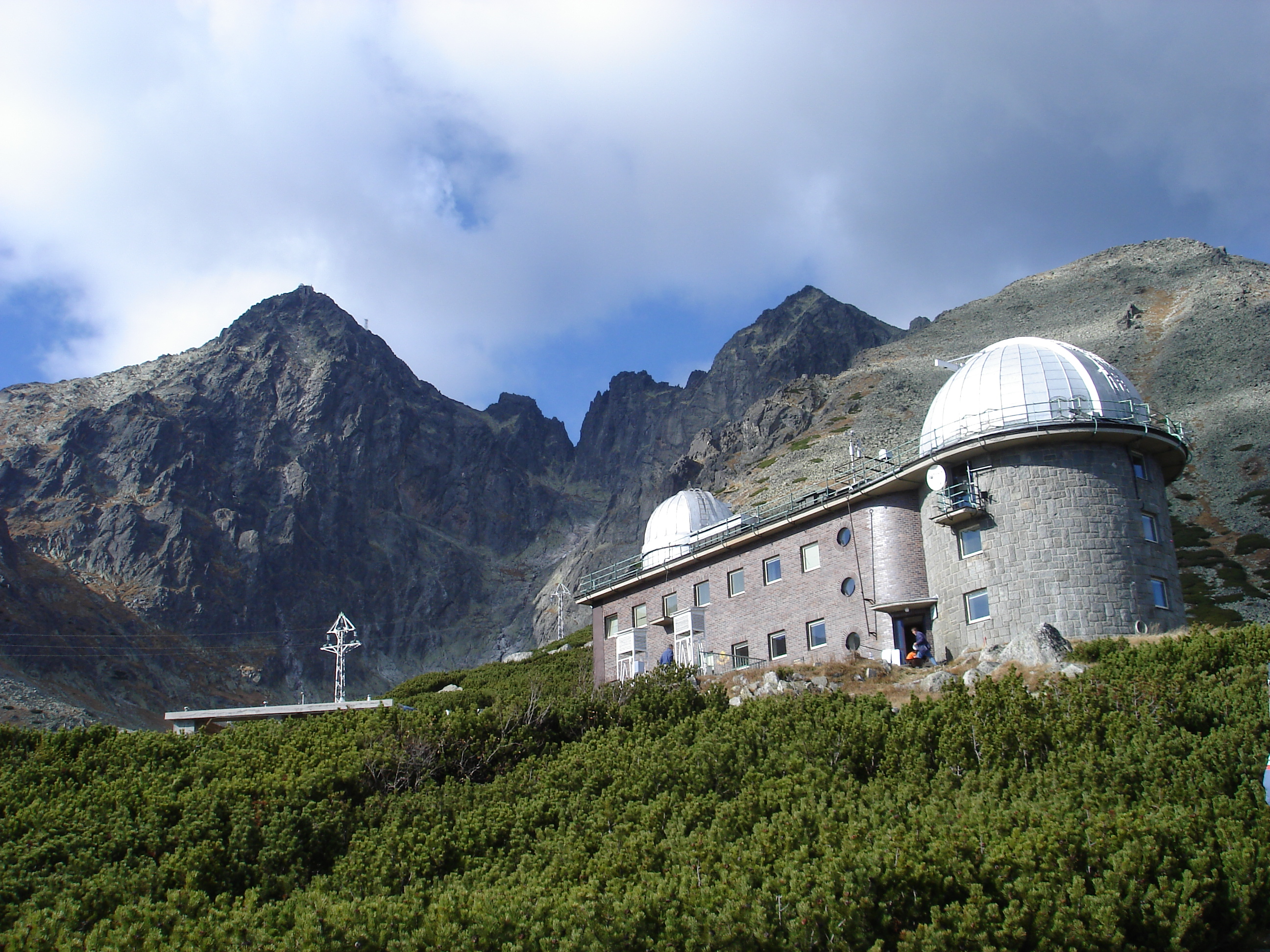

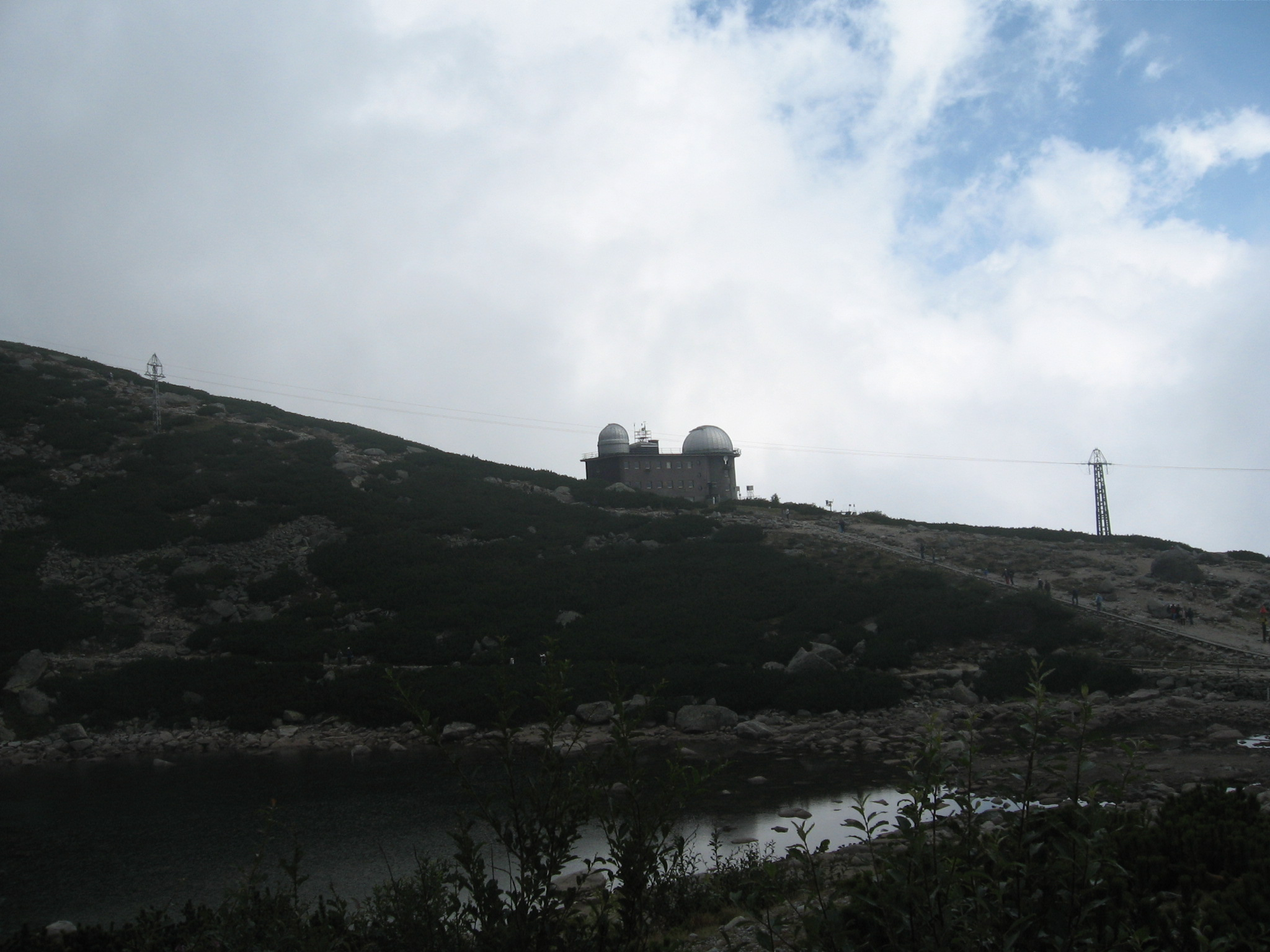

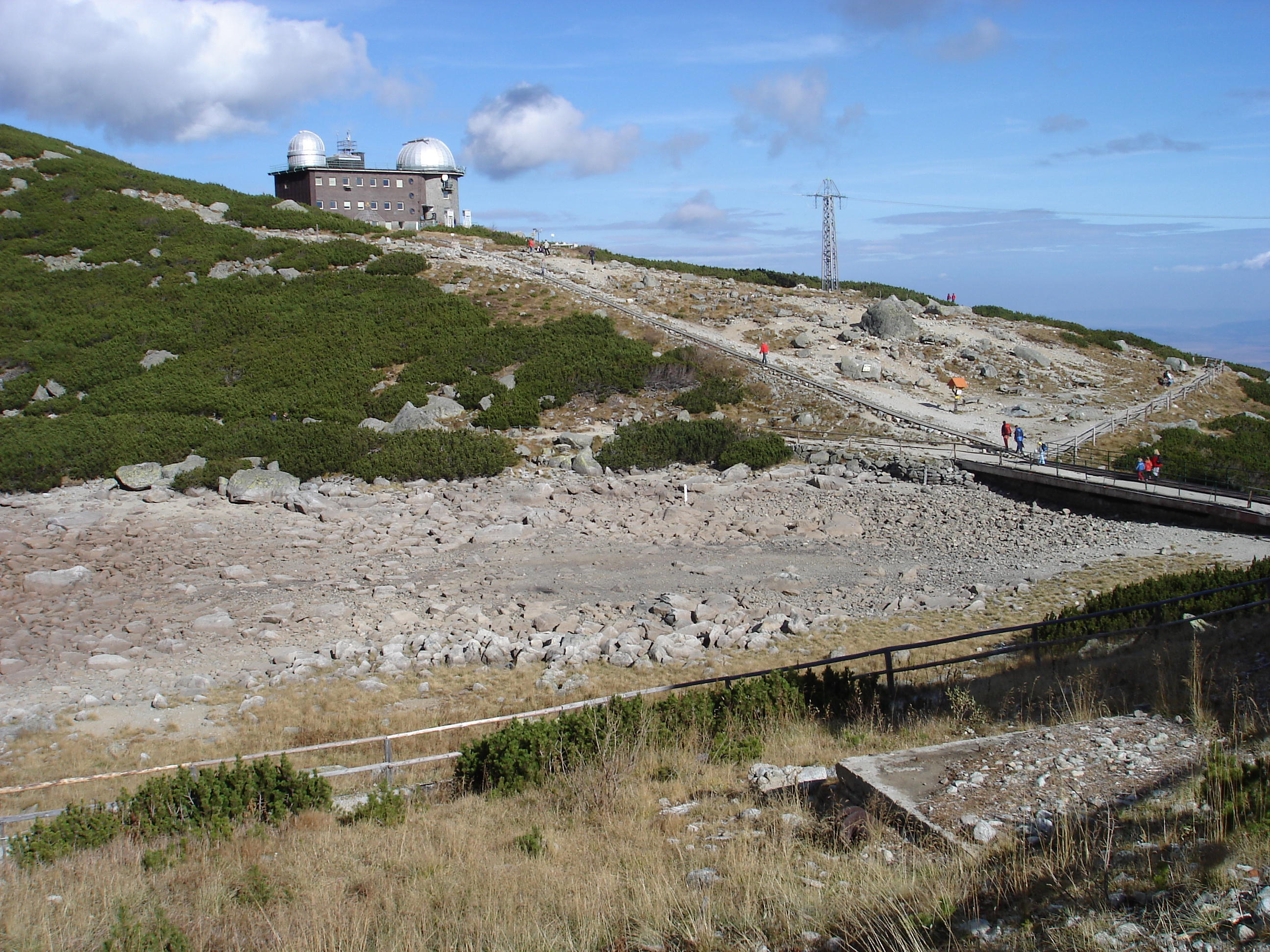
Die Sternwarte auf Skalnaté pleso.

| Name                      | Bezeichnung | Datum der Entdeckung | Helligkeit bei der Entdeckung (mag) |
| Pajdušáková-Rotbar-Weber  | C/1946 K1   | 30.05.1946           | 7                                   |
| Bečvář                    | C/1947 F2   | 27.03.1947           | 9                                   |
| Mrkos                     | C/1947 Y1   | 20.12.1947           | 9,5                                 |
| Pajdušáková-Mrkos         | C/1948 E1   | 15.02.1948           | 10                                  |
| P/Honda-Mrkos-Pajdušáková | 45P         | 03.12.1948           | 9                                   |
| Pajdušáková               | C/1951 C1   | 04.02.1951           | 8,5                                 |
| P/Tuttle-Giacobini-Kresák | 41P         | 24.04.1951           | 10,5                                |
| Mrkos                     | C/1952 H1   | 27.04.1952           | 10                                  |
| Mrkos                     | C/1952 W1   | 28.11.1952           | 10                                  |
| Mrkos-Honda               | C/1953 G1   | 12.04.1953           | 9                                   |
| Pajdušáková               | C/1953 X1   | 03.12.1953           | 11                                  |
| Vozárová                  | C/1954 O1   | 28.07.1954           | 9                                   |
| Kresák-Peltier            | C/1954 M2   | 26.06.1954           | 10                                  |
| Mrkos                     | C/1955 L1   | 12.06.1955           | 3,5                                 |
| P/Perrine-Mrkos           | 18D         | 19.10.1955           | 9                                   |
| Mrkos                     | C/1956 E1   | 12.03.1956           | 9                                   |
| Mrkos                     | C/1957 P1   | 29.07.1957           | 3                                   |
| Mrkos                     | C/1959 X1   | 03.12.1959           | 8                                   |